# Dr. Jekyll and Mr. Hyde (1920)
Dr. Jekyll and Mr. Hyde ist ein US-amerikanischer Horrorfilm aus dem Jahr 1920. Er stellt eine weitere Umsetzung von Robert Louis Stevensons Novelle Der seltsame Fall des Dr. Jekyll und Mr. Hyde dar, ist jedoch nicht mit der im gleichen Jahr veröffentlichten und weitaus bekannteren Version mit John Barrymore in der Hauptrolle zu verwechseln.

## Handlung
Vor den Augen seines Butlers, verwandelt sich der Arzt Dr. Jekyll in Mr. Hyde. Der Butler ruft entsetzt aus, dass sein Herr nun „the Apostle from Hell!“ („der Apostel der Hölle!“) sei. Der mit Fangzähnen und zerzaustem Haar ausgestattete Hyde zieht durch die Stadt und begeht allerlei Untaten. Die Polizei kann ihn schließlich stellen. Der Unhold wird vernommen, ins Gefängnis gebracht und schließlich auf den elektrischen Stuhl geschnallt. Im nächsten Moment erwacht der in einem Stuhl schlummernde Jekyll aus einem Alptraum, ruft erleichtert aus: „I believe in God! I have a soul...“ („Ich glaube an Gott! Ich habe eine Seele…“) und entscheidet sich unter dem Eindruck des Traums, sein beabsichtigtes Chemie-Experiment nicht durchzuführen.

## Hintergrund
Filmproduzent Louis Meyer ließ aufgrund von  Urheberrechtsverstößen des im gleichen Jahr gedrehten abendfüllenden Dr. Jekyll und Mr. Hyde (1920) von John S. Robertson die Handlung in New York ansiedeln und  die Hauptstory an entscheidenden Stellen abweichen. Das Endprodukt geriet derart katastrophal, dass Regisseur J. Charles Haydon seinen Namen aus der Produktion entfernen ließ.

## Sonstiges
Entgegen anders lautenden Quellen ist Produzent Louis Meyer nicht mit MGM-Gründer Louis B. Mayer zu verwechseln.